# 映像フカボリ研究所 2度見で開眼
『映像フカボリ研究所 2度見で開眼』（えいぞうフカボリけんきゅうじょ 2どみでかいがん）は、日本テレビで2022年（令和4年）8月27日土曜 1:05 - 1:34（金曜深夜）と9月3日・9月10日は土曜0:35 - 1:04に放送されるバラエティ番組である。

## 出演者
スタジオゲスト
- 後藤輝基（フットボールアワー）#1を除く
- 佐久間大介（Snow Man）
- 長谷川忍（シソンヌ）
- 村上佳菜子
- ラランド

天の声ゲスト
- 森田哲矢（さらば青春の光）

ナレーター
- 梶原岳人

## ネット局
| 放送対象地域   | 放送局                | 系列           | 放送日時                                                                   | 放送期間                | ネット状況 |
| -------------- | --------------------- | -------------- | -------------------------------------------------------------------------- | ----------------------- | ---------- |
| 関東広域圏     | 日本テレビ（NTV）     | 日本テレビ系列 | 1週目土曜 1:05 - 1:34（金曜深夜） 2週目・3週目土曜 0:35 - 1:04（金曜深夜） | 2022年8月27日 - 9月10日 | 【制作局】 |
| 青森県         | 青森放送（RAB）       | 日本テレビ系列 | 1週目土曜 1:05 - 1:34（金曜深夜） 2週目・3週目土曜 0:35 - 1:04（金曜深夜） | 2022年8月27日 - 9月10日 | 同時ネット |
| 岩手県         | テレビ岩手（TVI）     | 日本テレビ系列 | 1週目土曜 1:05 - 1:34（金曜深夜） 2週目・3週目土曜 0:35 - 1:04（金曜深夜） | 2022年8月27日 - 9月10日 | 同時ネット |
| 宮城県         | ミヤギテレビ（MMT）   | 日本テレビ系列 | 1週目土曜 1:05 - 1:34（金曜深夜） 2週目・3週目土曜 0:35 - 1:04（金曜深夜） | 2022年8月27日 - 9月10日 | 同時ネット |
| 福島県         | 福島中央テレビ（FCT） | 日本テレビ系列 | 1週目土曜 1:05 - 1:34（金曜深夜） 2週目・3週目土曜 0:35 - 1:04（金曜深夜） | 2022年8月27日 - 9月10日 | 同時ネット |
| 新潟県         | テレビ新潟（TeNY）    | 日本テレビ系列 | 1週目土曜 1:05 - 1:34（金曜深夜） 2週目・3週目土曜 0:35 - 1:04（金曜深夜） | 2022年8月27日 - 9月10日 | 同時ネット |
| 長野県         | テレビ信州（TSB）     | 日本テレビ系列 | 1週目土曜 1:05 - 1:34（金曜深夜） 2週目・3週目土曜 0:35 - 1:04（金曜深夜） | 2022年8月27日 - 9月10日 | 同時ネット |
| 静岡県         | 静岡第一テレビ（SDT） | 日本テレビ系列 | 1週目土曜 1:05 - 1:34（金曜深夜） 2週目・3週目土曜 0:35 - 1:04（金曜深夜） | 2022年8月27日 - 9月10日 | 同時ネット |
| 富山県         | 北日本放送（KNB）     | 日本テレビ系列 | 1週目土曜 1:05 - 1:34（金曜深夜） 2週目・3週目土曜 0:35 - 1:04（金曜深夜） | 2022年8月27日 - 9月10日 | 同時ネット |
| 石川県         | テレビ金沢（KTK）     | 日本テレビ系列 | 1週目土曜 1:05 - 1:34（金曜深夜） 2週目・3週目土曜 0:35 - 1:04（金曜深夜） | 2022年8月27日 - 9月10日 | 同時ネット |
| 中京広域圏     | 中京テレビ（CTV）     | 日本テレビ系列 | 1週目土曜 1:05 - 1:34（金曜深夜） 2週目・3週目土曜 0:35 - 1:04（金曜深夜） | 2022年8月27日 - 9月10日 | 同時ネット |
| 鳥取県・島根県 | 日本海テレビ（NKT）   | 日本テレビ系列 | 1週目土曜 1:05 - 1:34（金曜深夜） 2週目・3週目土曜 0:35 - 1:04（金曜深夜） | 2022年8月27日 - 9月10日 | 同時ネット |
| 香川県・岡山県 | 西日本放送（RNC）     | 日本テレビ系列 | 1週目土曜 1:05 - 1:34（金曜深夜） 2週目・3週目土曜 0:35 - 1:04（金曜深夜） | 2022年8月27日 - 9月10日 | 同時ネット |
| 高知県         | 高知放送（RKC）       | 日本テレビ系列 | 1週目土曜 1:05 - 1:34（金曜深夜） 2週目・3週目土曜 0:35 - 1:04（金曜深夜） | 2022年8月27日 - 9月10日 | 同時ネット |
| 福岡県         | 福岡放送（FBS）       | 日本テレビ系列 | 1週目土曜 1:05 - 1:34（金曜深夜） 2週目・3週目土曜 0:35 - 1:04（金曜深夜） | 2022年8月27日 - 9月10日 | 同時ネット |
| 長崎県         | 長崎国際テレビ（NIB） | 日本テレビ系列 | 1週目土曜 1:05 - 1:34（金曜深夜） 2週目・3週目土曜 0:35 - 1:04（金曜深夜） | 2022年8月27日 - 9月10日 | 同時ネット |
| 山口県         | 山口放送（KRY）       | 日本テレビ系列 | 水曜 - 金曜 10:25 - 10:55                                                  | 2023年4月12日 - 14日    | 遅れネット |

## スタッフ
- 企画・総合演出：石田昌浩（厨子王）
- 演出/ディレクター：吉岡賢祐（厨子王）、井上充（厨子王/Zプラス）【週替り、回によって異なる】
- 構成：大平将貴
- SW：岩永雄允
- CAM：大庭茂嗣
- MIX：大島康彦
- VE：鬼頭知佐
- LD：仲野貴信
- 美術プロデューサー：木村武史
- デザイン：大住啓介
- 大道具：石原大地
- 小道具：森川望実
- 電飾：福地里花
- メイク：奥松かつら
- 技術協力：NiTRO、麒麟スタジオ
- 美術協力：日テレアート
- 編集：青木保憲
- MA：坂田早希、大野夏希【週替り】
- 音効：ZACK
- TK：田中彩
- デスク：藤田真樹
- リサーチ：田中小百合、塚越麗、石井千鶴、田中菜々緒
- ディレクター：吉池朗/伊原早紀、表寺智佳子、神川達哉
- プロデューサー：藤澤季世子（日本テレビ）、鈴木美枝子（厨子王）
- 制作：安島隆（日本テレビ）
- 制作協力：厨子王
- 製作著作：日本テレビ